# Resultados do Carnaval de Recife em 2015
Resultados do Carnaval de Recife em 2015.

## Bois do Carnaval

### Grupo Especial
1º lugar: Boi Maracatu, de Arcoverde
2º lugar: Boi Mimoso da Bomba do Hemetério
3º lugar: Boi Glorioso, de Bonito

### Grupo 1
1º lugar: Dourado, de Limoeiro
2º lugar: BA TA TA TA
3º lugar: Boi Sorrizo

### Grupo 2
1º lugar: Boi Fantástico
2º lugar: Boi Misterioso
3º lugar: Boi Estrela

## Ursos

### Grupo Especial
- 1º lugar: Cangaçá de Água Fria
- 2º lugar: Urso da Tua Mãe
- 3º lugar: Branco do Cangaçá de São Lourenço da Mata

### Grupo 1
- 1º lugar: Pé de Lã

- 2º lugar: Teimoso da Torre

- 3º lugar: Branco da Mustrdinha

### Grupo 2
- 1º lugar: Urso Manhoso, do Engenho do Meio

- 2º lugar: Urso Mimoso, de Camaragibe

- 3º lugar: Urso Melindroso, de Joana Bezerra

## Índios

### Grupo Especial
1º lugar: Canindé Brasileiro de Itaquitinga
2º lugar: Tupi Nambá
3º lugar: Tupiniquins

### Grupo 1
1º lugar: Tabajaras
2º lugar: Cobra Coral
3º lugar: Tupi Oriental

### Grupo 2
1º lugar: Tupi Guarani
2º lugar: Ubirajara

## Troças

### Grupo Especial
1º lugar: Batutas de Água Fria
2º lugar: Tô Chegando Agora
3º lugar: Abanadores do Arruda

### Grupo 1
1º lugar: Teimoso em Folia
2º lugar: Azulão em Folia
3º lugar: A Japa do Coque

### Grupo 2
1º lugar: Estrela da Boa Vista
2º lugar: Maria do Frevo
3º lugar: Beija Flor em Folia

## Clubes de Boneco

### Grupo Especial
1º lugar: Tadeu no Frevo
2º lugar: Seu Malaquias
3º lugar: O Sapateiro

### Grupo 1
1º lugar: O Menino do Pátio de São Pedro
2º lugar: Meca no Frevo
3º lugar: O Comilão 

### Grupo 2
1º lugar: O Menino da Federação 
2º lugar: Garota da Ilha do Maruim
3º lugar: Bochecudos de Areias

## Clubes de Frevo

### Grupo Especial
1º lugar: Bola de Ouro
2º lugar: Girassol da Boa Vista
3º lugar: Lenhadores

### Grupo 1
1º lugar: Maracangalha
2º lugar: Pão Duro
3º lugar: Clube das Pás

### Grupo 2
1º lugar: Prato Misterioso
2º lugar: Coqueirinho de Beberibe
3º lugar: Guaimum na Vara

## Bloco de Pau e Corda

### Grupo Especial
1º lugar: Com Você no Coração
2º lugar: Amante das Flores, de Camaragibe
3º lugar: Madeira do Rosarinho

### Grupo 1
1º lugar: Batutas de São José 
2º lugar: Artesãos de Pernambuco 
3º lugar: Com Amor a Você

### Grupo 2
1º lugar: Memórias da Infância 
2º lugar: Edite no Cordão 

## Caboclinhos

### Grupo Especial
1º lugar: Tupy 
2º lugar: Kapinawá 
3º lugar: União Sete Flexas de Goiana

### Grupo 1
1º lugar: Cahetes de Goiana
2º lugar: Tupinambá
3º lugar: Candidés de Goiana

### Grupo 2
1º lugar: Flexa Negra da Tribo Truka
2º lugar: Rei Tupinambá
3º lugar: Tribo Tainá

## Maracatu Baque Solto

### Grupo Especial
Por conta das chuvas no dia do concurso, os seis representantes concordaram em dividir o valor total do prêmio. Ninguém foi desclassificado ou mudou de grupo.

### Grupo 1
1º lugar: Estrela de Ouro, de Aliança 
2º lugar: Estrela Dourada, de Buenos Aires
3º lugar: Águia Dourada, Glória do Goitá

### Grupo 2
1º lugar:  Pantera Nova, Araçoiaba 
2º lugar: Gavião da Mata, Glória do Goitá
3º lugar: Leão Vencedor, Chã de Alegria

## Maracatu Baque Virado

### Grupo Especial
1º lugar: Estrela Brilhante 
2º lugar: Cambinda Estrela do Recife
3º lugar: Aurora Africana

### Grupo 1
1º lugar: Estrela Dalva
2º lugar: Encanto do Pina
3º lugar: Nação Tupinambá

### Grupo 2
1º lugar: Cambinda Africano

## Escola de Samba

### Grupo Especial
1º lugar: Gigante do Samba
2º lugar: Galeria do Ritmo
3º lugar: Estudantes de São José 

### Grupo 1
1º lugar: Limonil da Vila São Miguel
2º lugar: Rebeldes do Samba
3º lugar: Imperadores da Vila São Miguel

### Grupo 2
1º lugar: Criança e Adolescente